# Perclorat

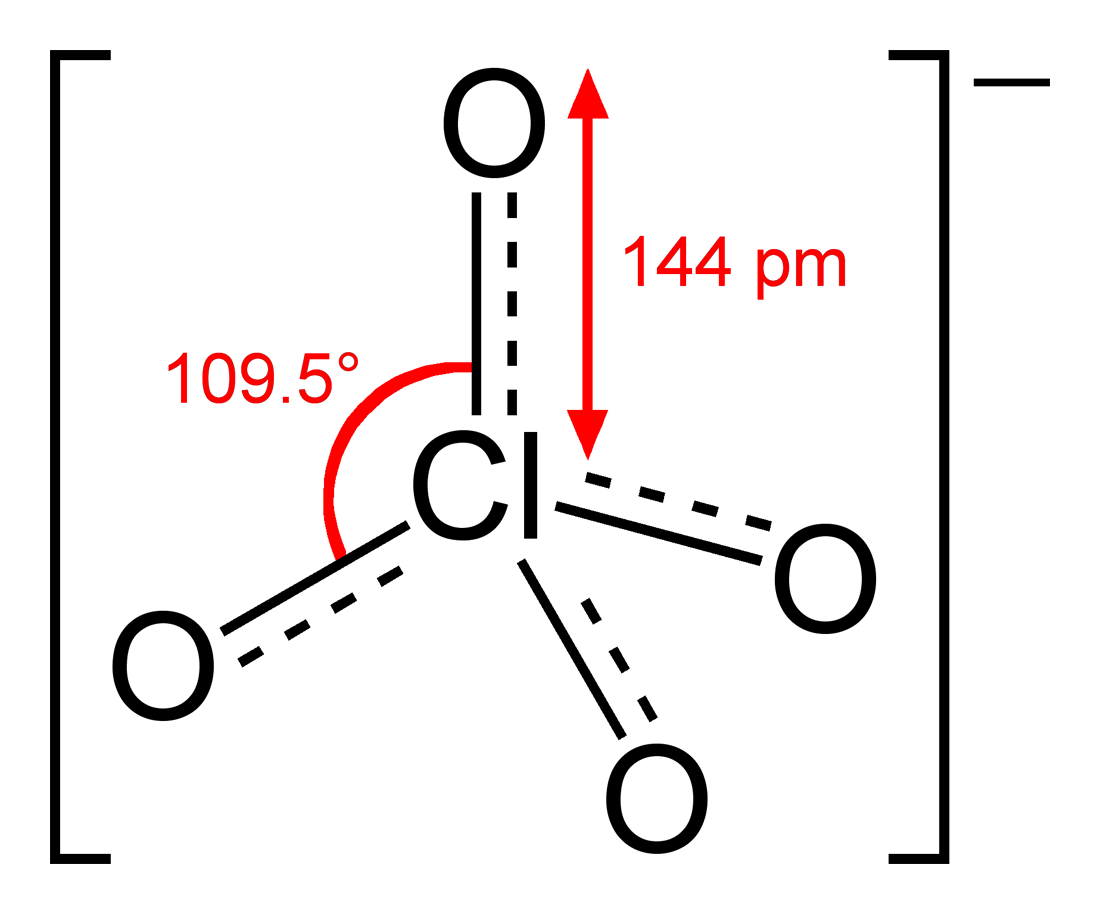
Structura anionului perclorat

Percloratul este anionul provenit de la acidul percloric și are formula ClO4-, astfel că atomul central de clor are numărul de oxidare maxim, egal cu +7. Perclorații sunt compușii chimici ionici care conțin anionul perclorat, fiind sărurile cu metale ale acidului percloric (de exemplu, perclorat de potasiu KClO4 sau perclorat de sodiu NaClO4). Conform teoriei RPESV, anionul perclorat are o geometrie tetraedrică.